# Kees van der Ven
Kees van der Ven   (Gemert-Bakel, 18 de juny de 1957) és un ex-pilot de motocròs i director esportiu neerlandès. Durant la dècada del 1980, com a pilot oficial de KTM, va ser un dels principals competidors del Campionat del Món de motocròs, havent destacat en les tres categories en què aleshores es disputava: 125, 250 i 500cc (entre 1980 i 1983 acabà el mundial de 250cc en posició de podi; el 1984 canvià a la categoria de 125cc i acabà en tercera posició final, posició que repetí el 1987 als 500cc). A més, guanyà la Coupe des Nations formant part de l'equip neerlandès l'any 1984.
Especialista en pistes de sorra com la majoria de pilots neerlandesos, va guanyar cinc vegades l'Enduro de Le Touquet, una cursa per la platja d'aquesta població normanda. Un cop retirat de la competició, esdevingué un reeixit director d'equip de KTM, guanyant el Mundial de 125cc de 2000 amb Grant Langston com a pilot.

## Palmarès internacional en motocròs
| Any  | Motocicleta | Campionat del Món de motocròs | Campionat del Món de motocròs | Campionat del Món de motocròs | Coupe |
| Any  | Motocicleta | 500cc                         | 250cc                         | 125cc                         | Coupe |
| ---- | ----------- | ----------------------------- | ----------------------------- | ----------------------------- | ----- |
| 1979 | Maico       | -                             | 5è                            | -                             |       |
| 1980 | Maico       | -                             | 2n                            | -                             |       |
| 1981 | KTM         | -                             | 3r                            | -                             |       |
| 1982 | KTM         | -                             | 3r                            | -                             |       |
| 1983 | KTM         | -                             | 3r                            | -                             |       |
| 1984 | KTM         | -                             | -                             | 3r                            | 1r    |
| 1985 | KTM         | -                             | -                             | 4t                            |       |
| 1986 | KTM         | 5è                            | -                             | -                             |       |
| 1987 | KTM         | 3r                            | -                             | -                             |       |
| 1988 | KTM         | 4t                            | -                             | -                             |       |
| 1989 | KTM         | 8è                            | -                             | -                             |       |
| 1990 | KTM         | 7è                            | -                             | -                             |       |

1. ↑  La classificació consignada a Coupe fa referència a la posició final obtinguda per l'equip estatal